# べてるの家
べてるの家（べてるのいえ、英語: Bethel's house）とは、1984年（昭和59年）に設立された北海道浦河町にある精神障害等をかかえた当事者の地域活動拠点で、社会福祉法人浦河べてるの家（2002年法人化－就労継続支援B型、生活介護、訪問看護ステーション、ヘルパーステーション、グループホーム等を運営）、有限会社福祉ショップべてるなどの活動の総体である。そこで暮らす当事者達にとっては、生活共同体、働く場としての共同体、ケアの共同体という3つの性格を有している。

## 概要
元々は1978年（昭和53年）に、浦河赤十字病院の精神科を利用する統合失調症等をかかえた当事者達による回復者クラブ「どんぐりの会」の活動が端緒となり、浦河教会の旧会堂で共に生活をしながら日高昆布の産地直送などの起業を通して、社会進出を目指す目的で誕生した。
北海道日高地方特産の日高昆布の通販から始まり海産物や農産物の通販、カフェ「ぶらぶら」の運営など、いろいろな事業を起こしている。病気が重くなったり、生活や活動に支障が出ることをごく普通のこととして捉える。それが当たり前、普通であって驚いたり嫌がったりしない。あるがままを受け入れる生き方が「べてる流」としてケアに関係する人たちから注目を浴びている。べてるの利用者たちは全国各地で講演活動をしている。その模様を撮影したビデオ（「べてるの家の当事者研究」など）も販売し、彼らの自立生活を経済的に支えている。
毎年、「べてるまつり」と呼ばれる催しが浦河町総合文化会館で開催され「幻覚妄想大会」などユニークな企画が行われている。
2015年度は約500人が来場した。近年のべてるまつりには、佐藤初女や香山リカ、武田鉄矢がゲストで参加している。また、筑紫哲也、上野千鶴子、田口ランディ、三好春樹、大澤真幸、鷲田清一、熊谷晋一郎、斎藤環、辻信一、セヴァン・カリス＝スズキ、末井昭なども過去にべてるを訪れている。
べてるの家の取り組みとして「当事者研究」が有名で、当事者の社会参加を支える充実した支援プログラムや投薬の量が平均より少ない、病床数の削減（平成２６年４月より浦河赤十字病院の精神神経科病棟が休止し、実質上の病床ゼロ体制になっている）など、先進的な取り組みがなされており、世界中から毎年2500人以上の研究者・見学者が訪れる。
厚生労働省および国立精神・神経センターから、三鷹の巣立ち会、大阪のさわ病院等と共に日本の精神保健における、ベストプラクティスのひとつに選ばれた他、保健文化賞や毎日社会福祉顕彰、日本精神障害者リハビリテーション学会ベストプラクティス賞、社会貢献支援財団社会貢献賞を受賞している。
現在は有限会社、社会福祉法人、NPO法人などの法人形態が連携して事業を行い、総体として「べてる」と呼ばれている。
社会福祉法人浦河べてるの家では、就労継続支援B型事業、生活介護事業、共同生活援助事業、訪問看護ステーションなどの事業を通して利用者の地域生活を支える。
長年、べてるの家の利用者たちを医療面から支えた、浦河べてるの家の理事で精神科医の川村敏明氏は浦河赤十字病院の精神神経科病棟が休止した2014年に同病院を退職。浦河町内に「浦河ひがし町診療所」を開業し、引き続き地域精神医療を支えている。

## 設立
1984年4月1日。

## 名前の由来
『ベテル(Bethel)』とは、さかのぼれば旧約聖書『創世記』28章の故事に由来する。
それによると、アブラハムの子イサクの子ヤコブ(のちのイスラエル)は、一つのはしごが地の上に立っていて、その頂は天に達し、神の使たちがそれを上り下りしている 夢を見、これは神の家である。これは天の門だ といい、その所の名をベテルと名づけた。

このベテルというのはヘブル語で、ベート(家)とエル(神)からきており、17節でいうように「神の家」という意味である。
であれば「べてるの家」は厳密には「神の家の家」という意味になりうるが、もともとmug（）だけでカップの一種をさす意味があるのを日本語ではわざわざ「マグカップ」というように、ことばの意味が重なるからといって必ずしも不自然とはいえない。
より直接的な由来は、ドイツのベーテルにある。そこに住む人々は、古くから障害の有無にかかわらず、ともに神を信じて静かに暮らしてきた。
しかし第二次世界大戦が起こり、ナチス・ドイツは優生学なるものを唱えて「優れた人間」のみ生きる権利があると称し、障害者は「優れた人間」ではないとばかりに、障害を持つ人々を皆殺しにしようとしたのである。
――それが「優れた人間」だというのなら、むしろ我々を先に連れてゆくがいい。――住民たちはみな、文字通り命をかけて愛する友を守った。
人がその友のために自分の命を捨てること、これよりも大きな愛はない。 それが彼らの主イエス・キリストの教えだったのだ。
――そしてその教えどおり、主は十字架にいのちを捨てられたではないか。われらのすべての罪のゆるしのために。三日目に死人のうちよりよみがえられたではないか。この罪のゆるしと、永遠のいのちの証のために。――彼らの内に燃えていたのは、主イエス・キリストを信ずる者に注がれる、聖霊の神だったという。
1984年、プロテスタントの浦河教会牧師であった宮島利光は、このベーテルの名を取って「べてるの家」と命名したのである。

## べてるの家の当事者研究
「三度の飯よりミーティング」を合言葉にしており、ことあるごとにメンバー同士で集まり病気や生活の事について話し合うことを大切にしている。
特に当事者研究という、べてるの家発祥の活動が盛んで自分の病気にオリジナルの病名（自己病名）をつけたり、病気や生活の苦労のパターンやメカニズムを文字通り「研究」し、その経過や自分の助け方（対処）の実践などを報告・発表している（２０１７年現在、毎週月曜日の午前中に定例的に行われている）。
例えば統合失調症の場合、幻聴が症状として現れるが、この幻聴の声の主を「幻聴さん」と呼び、対立するのでなく尊重する事で幻聴の内容が改善したなどの報告がなされている。
今では、同様のプログラムを取り入れる施設や医療機関が各地にある。毎年、当事者研究全国交流集会が行われ、東京大学先端科学技術研究センターにも当事者研究の研究分野が設立された。

## 不祥事
関連団体である「べてぶくろ」（東京都豊島区池袋）の活動にて、2015年にセクハラ・パワハラなどの不祥事があったという投稿が2020年5月にネット上でなされた。
2020年6月21日に「2015年の「べてぶくろ」に関する note の投稿記事について」と題する文章がべてぶくろのHP上に発表され、被害者との話し合いをするための手続きを弁護士を経由して行っており、また外部の専門家による第三者委員会を設置して事件の検証を行うと発表された。
2022年10月21日、同HP上に当事者間で和解が締結されたことを報告する文書が掲載された。

## ビデオ
- 「ベリーオーディナリーピープル　～とても普通の人々～」（全8巻） - 四宮鉄男監督
- 「シリーズ・精神分裂病を生きる」（全10巻） - 四宮鉄男監督
- 「べてるの家の当事者研究」（全10巻）

## DVD
- 「認知行動療法、べてる式。」 （医学書院）
- 「退院支援、べてる式。」 （医学書院）
- 「べてるの家の服薬アドヒアランス」
- 「Bethel: Community and Schizophrenia in Northern Japan」  Directed by Karen Nakamura. 2009. Distributed by Amazon.com.
- 「Re:ベリーオーディナリーピープル2010その1祈り」（中島映像教材出版）
- 「Re:ベリーオーディナリーピープル2010その2地域連携」（中島映像教材出版）
- 「Re:ベリーオーディナリーピープル2012〜佐々木さんと岡本さん」（中島映像教材出版）
- 「見る当事者研究 Case1 水のみが止まらない」（浦河べてるの家）
- 「見る当事者研究 Case2 それでも地域で暮らしたい」（浦河べてるの家）

## 関連事項
- 向谷地生良　（社会福祉法人浦河べてるの家理事長）
- 当事者研究

## 文献
- 『べてるの家の本 和解の時代』べてるの家　1992
- 浦河べてるの家『べてるの家の「非」援助論　そのままでいいと思えるための25章』医学書院　2002年
- 斎藤道雄『悩む力　べてるの家の人びと』みすず書房　2002年
- 四宮鉄男『とても普通の人たち ベリーオーディナリーピープル~浦河べてるの家から』北海道新聞社 2002年
- 横川和夫『降りていく生き方　「べてるの家」が歩む、もうひとつの道』太郎次郎社 2003年
- 浦河べてるの家『べてるの家の「当事者研究」』医学書院　2005年
- 向谷地生良『「べてるの家」から吹く風』いのちのことば社　2006年
- すずきゆうこ『べてるの家はいつもぱぴぷぺぽ』McMedian 2006年
- 向谷地生良『安心して絶望できる人生』NHK出版　2006年
- 伊藤絵美,向谷地生良『認知行動療法、べてる式。』医学書院　2007年
- 向谷地生良『べてるな人々 第１集』一麦社　2008年
- 川村敏明,向谷地生良『退院支援、べてる式。』医学書院　2008年
- 向谷地生良『統合失調症を持つ人への援助論』金剛出版　2008年
- 辻信一、向谷地生良『ゆるゆるスローなべてるの家 ~ぬけます、おります、なまけます~』大月書店　2009年
- べてるしあわせ研究所『レッツ！当事者研究 １』コンボ　2009年
- 向谷地生良『技法以前』医学書院　2009年
- 斎藤道雄『治りませんように-べてるの家のいま』みすず書房　2010年
- 浦河べてるの家『べてるの家の恋愛大研究』大月書店　2010年
- 向谷地生良『べてるな人々 第２集』一麦社　2010年
- べてるしあわせ研究所『レッツ！当事者研究 ２』コンボ　2011年
- 向谷地生良『べてるな人々 第３集』一麦社　2012年
- 向谷地生良、他『コミュニティ支援、べてる式。』金剛出版　2013年
- 向谷地生良、他『吃音の当事者研究: どもる人たちが「べてるの家」と出会った』金子書房　2013年
- 向谷地生良『べてるな人々 第４集』一麦社　2014年
- 山本光一、他『行き詰まりの先にあるもの』いのちのことば社　2014年
- 中村かれん『クレイジー・イン・ジャパン べてるの家のエスノグラフィ』医学書院　2014年
- 向谷地生良『精神障害と教会』いのちのことば社　2015年
- 向谷地生良『べてるな人々 第５集』一麦社　2017年